# Revolución yemení
La Rebelión en Yemen o Revolución yemení fue una serie de revueltas callejeras iniciadas en enero de 2011 que en su primer día reunieron a más de 16 000 personas en el centro de Saná, capital de Yemen y acabaron derribando el gobierno. Los manifestantes pedían que Alí Abdalá Salé, dictador del país unificado desde 1990 y del norte desde 1978, no se presentase a la reelección. Igualmente hubo violentas protestas en el sur del país. Los manifestantes compararon a su presidente con el derrocado expresidente tunecino Zine El Abidine Ben Ali, por la corrupción de su gobierno y la pobre economía de Yemen. Unos 16 mil manifestantes salieron a las calles en Saná el 27 de enero, incluyendo unos 10 000 estudiantes en la Universidad de Saná. Yemen es la nación más pobre del mundo árabe y se ha convertido en un refugio para los militantes islamistas de Al Qaeda. Los manifestantes rechazaron las propuestas de reforma política anunciada por el gobierno por no ser lo suficientemente extensa para asegurar que Saleh o su hijo Ahmed no mantuvieran el poder de forma indefinida. Los manifestantes querían impulsar una reforma en lugar de una revolución como sucedió en Túnez, un periodista yemení afirmó:

Estas no son protestas populares espontáneas, como en Egipto, sino más bien, manifestaciones de masas organizadas por la oposición que están utilizando los eventos de Túnez para poner a prueba el régimen de Saleh. Esto sólo es el comienzo de una feroz batalla política en el período previo a las elecciones parlamentarias de abril en Yemen.

El ministro del Interior yemení Mutaher al-Masri, dijo: «Yemen no es como Túnez». En las manifestaciones participaron seis formaciones lideradas por el Partido de la Reforma Islámica, además de los partidos laicos Socialista y Baaz.

## Antecedentes

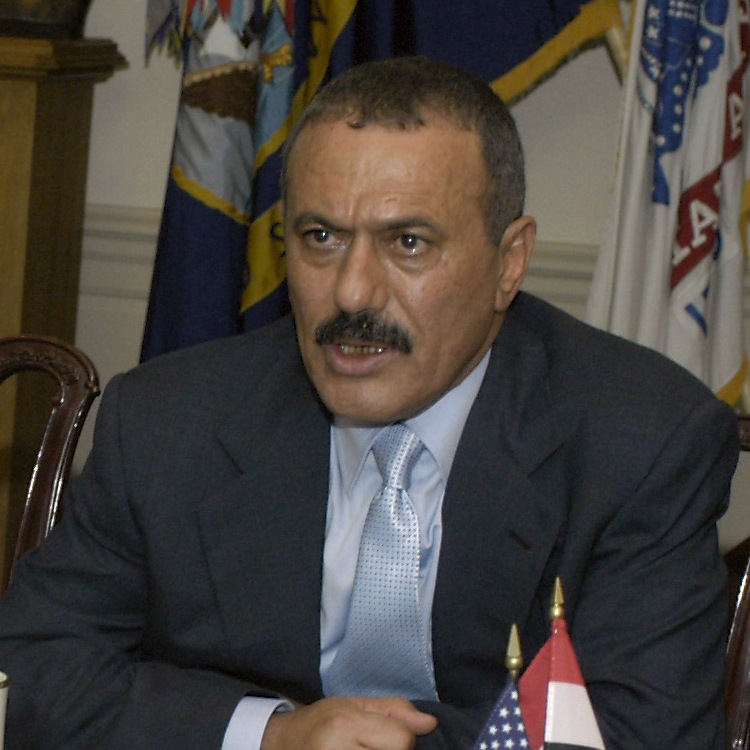
Ali Abdullah Saleh ha sido presidente de Yemen desde 1990.

Ali Abdullah Saleh había sido presidente de Yemen durante más de 30 años, y muchos creen que su hijo Ahmed Saleh estaba siendo preparado para reemplazarlo. Casi la mitad de la población de Yemen viven con 2 dólares o menos al día, y un tercio sufre de hambre crónica. Yemen ocupa el lugar número 146 en el de Índice de Percepción de Corrupción (2010) según la organización Transparencia Internacional y el 15 en el Índice de Estados Fallidos (2010).

## El uso del color de rosa
Los manifestantes yemeníes llevaban cintas rosas que simbolizan la Revolución de los Jazmines e indicaban su intención de no violencia. El legislador opositor Shawki al-Qadi dijo que el color rosa fue elegido para representar el amor y que las protestas serán pacíficas. La abundancia de cintas rosas en las manifestaciones mostraron el nivel de planificación que existía en las protestas.

## Cronología de las protestas en Yemen

### 2011
- 16 de enero: Cientos de estudiantes se manifiestan en la Universidad de Saná en apoyo al pueblo tunecino, por la democracia y contra Saleh.
- 27 de enero: Miles de yemeníes se concentran contra una posible reelección de Saleh en la Universidad de Saná, punto de encuentro de las protestas desde entonces.
- 2 de febrero: Saleh paraliza las enmiendas constitucionales que le permitirían optar a un tercer mandato.
- 16 de febrero: Dos jóvenes mueren por disparos de la policía en Adén, las primeras víctimas de la revuelta.
- 26 de febrero: Saleh pide apoyo en televisión. El líder de la influyente tribu Hashid, Husein Abdalá al Ahmar, antiguo aliado de Saleh, llama a derrocarlo.
- 1 de marzo: Multitudinarias manifestaciones a favor y en contra de Saleh.
- 10 de marzo: Saleh anuncia cambios constitucionales en favor de una democracia parlamentaria.¨
- 18 de marzo: Al menos 45 muertos y cientos de heridos en la Universidad de Saná. Saleh decreta el estado de emergencia.
- 20 de marzo: Saleh destituye al Gobierno, después de la dimisión de dos ministros en protesta por la represión.
- 21 de marzo: El general Mohamed Ali Mohsen, número dos del Ejército, apoya las reivindicaciones de los opositores.
- 28 de marzo: 54 muertos y 60 desaparecidos tras explotar una fábrica de armas en Yaar, provincia de Abian, que habían tomado los opositores.
- 21 de abril: El Consejo de Cooperación del Golfo (CCG) presenta una iniciativa que establece la formación de un Gobierno de unidad nacional y la cesión del poder al vicepresidente, Abdo Rabo Mansur Hadi, en el plazo de un mes y la celebración de elecciones dos meses después. Además, garantiza la inmunidad judicial a Saleh.
- 24 de abril del 2011: Saleh acepta el plan del CCG y la oposición un día después.
- 18 de mayo: El mediador del CCG abandona el país después de que ninguna de las partes firmara la iniciativa.
- 27 de mayo: Alto al fuego entre el Gobierno y las tribus de Yemen en un creciente clima de guerra civil en el país.
- 31 de mayo: La oposición da por terminada la mediación del CCG y al menos 40 personas mueren en los enfrentamientos en Saná entre milicianos de Al Ahmar y las fuerzas de seguridad, que se suman a las varias decenas fallecidas los días anteriores.
- 3 de junio: Bombardeo contra el palacio presidencial de Saná en el que resulta herido el presidente Saleh, fallecen 7 de sus escoltas y otros miembros del Gobierno sufren heridas graves. Diez milicianos fallecen en los ataques de fuerzas gubernamentales con misiles contra la vivienda de Hamid, hermano de Al Ahmar, en la capital.
- 4 de junio: Saleh viaja a Riad (Arabia Saudí) para recibir asistencia médica. Asume el poder temporalmente el vicepresidente Mansur Hadi.
- 5 de junio: Mansur Hadi alcanza un alto el fuego con Al Ahmar.
- 7 de julio: Saleh, convaleciente en Riad tras 8 operaciones, aparece en la televisión oficial yemení con quemaduras en el rostro y el cuerpo inmóvil.
- 28 de julio: Al menos 70 opositores mueren en un bombardeo del Ejército contra una base militar en Arhad.
- 7 de agosto: Saleh abandona el hospital militar de Riad, aunque permanece en la casa real saudí para recuperarse.
- 17 de agosto: La oposición constituye el Consejo Nacional Interino.
- 7 de septiembre : El partido gobernante aprueba con modificaciones la propuesta del CCG de transición política.
- 12 de septiembre: Saleh delega en el vicepresidente Mansur Hadi el traspaso del poder en el país.
- 18, 19 y 20 de septiembre: Más de 60 muertos y centenares de heridos en Saná y Ta'izz al reprimir las fuerzas del orden a manifestantes opositores, que se mantienen acampados en la plaza Al Tagir de Saná.
- 23 de septiembre: El presidente Saleh regresa a Saná y pide el cese de la violencia para buscar un acuerdo dialogado.
- 24 de septiembre: Entra en vigor el alto el fuego y Saleh retira las fuerzas gubernamentales de Saná.
- 8 de octubre: Saleh asegura que dimitirá pero que no dejará el poder en manos de la oposición.
- 21 de octubre: El Consejo de Seguridad de la ONU aprueba por unanimidad una resolución que pide a Saleh que firme la iniciativa del CCG y abandone el poder.

## El presidente yemení, Alí Abdalá Saleh firma el acuerdo
El 22 de noviembre, el enviado especial de la ONU para el Yemen, Yamal Benomar, confirma que el Gobierno y la oposición han alcanzado un acuerdo sobre el plan del CCG para la renuncia de Saleh, que finalmente firma el acuerdo con el que poner fin a su papel al frente del país.
Finalmente, Saleh firmó la cesión de su puesto a su vicepresidente, tras 10 meses de protestas contra su gobierno.
La firma de la iniciativa no ha supuesto, sin embargo, el fin inmediato de la violencia y las protestas en el país árabe, puesto que los manifestantes han vuelto a salir a las calles en rechazo a las garantías de inmunidad que el plan del Consejo de Cooperación del Golfo concede a Saleh y a sus colaboradores que ha provocado una continuación de la protestas donde ha habido represión y fallecimientos de algunos manifestantes.

## Indulto del 27 de noviembre
El presidente yemení, Alí Abdalá Saleh, han decretado una amnistía general para aquellas personas que cometieron "locuras durante la crisis", en alusión a la revuelta contra su régimen que estalló a finales del pasado mes de enero.
Este indulto, publicado por la agencia oficial de noticias yemení Saba, excluye a los implicados en crímenes y en el atentado contra el Palacio Presidencial de Saná, en el que resultó herido de gravedad Saleh.
Esta decisión ha sido anunciada en una reunión del Comité Central del gobernante Partido del Congreso Popular General (PCPG), organizada poco después de la vuelta de Saleh de Riad, donde ha firmado el plan del Consejo de Cooperación del Golfo (CCG).
En la reunión, se ha debatido las nuevas evoluciones de los acontecimientos en Yemen después de que Saleh, hasta la fecha presidente de Yemen, firmara la citada iniciativa para poner fin a la crisis que vive el país desde hace diez meses y que incluye su renuncia al poder.
Saleh ha pedido a sus seguidores y a los miembros del PCPG que respetan este "acuerdo histórico", en alusión al plan del CCG, porque "puede poner fin a la crisis y evitar sus consecuencias". Además, el gobernante les ha solicitado "solidarizarse para enfrentar a los enemigos de la patria y de su unidad, seguridad y estabilidad".

## Salida del poder, 22 de enero de 2012
El presidente de Yemen partió el 22 de enero de 2012  en avión de su país, informó un portavoz presidencial, tras pronunciar un discurso de despedida en el que se disculpó por sus errores y dijo que era hora de ceder el poder.
No obstante, en un indicio de que su papel como fuerza política en los asuntos de Yemen puede estar lejos de terminar, Alí Abdulá Saléh dijo que sólo buscará atención médica en Estados Unidos y que luego regresará a Yemen antes de las elecciones presidenciales del mes próximo, para encabezar su partido en el poder.
Partió rumbo a Estados Unidos, luego de obtener la inmunidad del Parlamento. Saleh gobernó Yemen con mano de hierro desde 1978. Saleh no dimitió a su cargo, pero quedó como "presidente honorario" del país. Dio el brazo a torcer luego de casi un año de levantamientos populares en su contra.
Un día después de que el Parlamento declarara su inmunidad y pocas horas después de que su familia hubiese abandonado el país, Saleh partió en un avión privado hacia Estados Unidos, donde pretende someterse a un tratamiento médico. En Washington, un funcionario de alto rango dijo que Saleh recibió autorización para ingresar a Estados Unidos a fin de que pueda recibir atención médica.

## Nuevo Presidente
El nuevo presidente yemení, Abd Rabbuh Mansur al-Hadi, se ha comprometido a “preservar la unidad del país” y a continuar la guerra contra Al Qaeda. Lo ha hecho tras jurar su cargo, el 25 de febrero de 2012 y ser el ganador y único en postularse en las elecciones el 22 de febrero de 2012.    
Hadi, hasta ahora vicepresidente del Yemen, sucede a Ali Abdala Saleh. Va a liderar un complicado periodo de transición de dos años.
El presidente yemení saliente, Alí Abdalá Saleh, traspasó el lunes 27 de febrero de 2012 oficialmente el poder a su sucesor, Abdel Rabu Mansur Hadi, en una ceremonia en Saná transmitida por la televisión oficial.
"Quiero que en dos años haya un nuevo presidente", ha afirmado Hadi, sobre su compromiso para el cumplimiento del plan de transición del Consejo de Cooperación del Golfo, que estipula la duración de su mandato.

## Reacciones
- El portavoz del Departamento de Estado de los Estados Unidos, Philip Crowley, dijo a los periodistas que el Gobierno de los Estados Unidos respalda el derecho de los yemeníes a "expresarse y reunirse libremente".[34]